# Georg Meister (Förster)
Georg Meister (* 30. Juni 1929 in Königsbrück; † 2. März 2022) war ein deutscher Forstwissenschaftler, Jäger und Sachbuchautor sowie bis zu seiner Pensionierung 1994 Leiter des Hochgebirgs-Forstamts Bad Reichenhall.
Aufgrund seines Mitwirkens bei dessen Entstehung gilt er als „Gründervater des Nationalparks Berchtesgaden“. Meister war Mitgründer und Ehrenmitglied des Ökologischen Jagdvereins Bayern.

## Leben
Meister wurde im sächsischen Königsbrück als Sohn des Revierförsters Ludwig Meister geboren, verbrachte in seiner Jugend viel Zeit im Wald und ging seit seinem zwölften Lebensjahr auf die Jagd. Er studierte Forstwissenschaft an der Ludwig-Maximilians-Universität München und schloss das Studium 1953 als Diplom-Forstwirt ab. Später promovierte er zum Doktor der Volkswirtschaft.
Nach dem Studium war er im Großprivatwald tätig und nach seinem Forstreferendariat im Staatsdienst mehrere Jahre lang in der Forsteinrichtung. Meister erwarb sich schnell einen Ruf als Fachmann im Bereich Jagd und wurde in der Folge von der Staatsforstverwaltung als Berater für Fragen der Jagd auf Schalenwild ins Ministerium berufen und sollte zudem am Aufbau eines Referats für den Nicht-Staatswald mitwirken, das der Beratung von Waldbauern dienen sollte.
Im Auftrag des bayrischen Landwirtschaftsministers Hans Eisenmann leitete Meister ab 1973 die ersten Planungen für den Nationalpark Berchtesgaden und legte dabei u. a. dessen Gebietskulisse fest. Die von ihm angeregte Untersuchung des dortigen Waldzustands sowie die Einführung eines professionellen Wildtiermangements und die aus seiner Ansicht dringend erforderliche Reduktion des Schalenwildbestands stießen auf Widerstand von Jagdverbänden, lokalen Forstmeistern und der Ministerialbürokratie, was den damaligen Umweltminister und späteren bayerischen Ministerpräsidenten Max Streibl dazu veranlasste, die ursprünglich geplante Berufung Meisters zum ersten Leiter des 1978 offiziell eingerichteten Nationalparks zu verhindern.
Von 1978 bis 1994 war Meister Leiter des Forstamts Bad Reichenhall, bis er als Forstdirektor aus dem Staatsdienst pensioniert wurde.
Seit den 1970er Jahren ist er als Autor von Sachbüchern zu Wald, Naturschutz und Jagd aktiv.
Meister wohnte mit seiner Frau im Landkreis Landsberg am Lech.

## Auszeichnungen
- 1994: Karl-Gayer-Medaille des Bund Naturschutz in Bayern[11]
- 2005: Bruno H. Schubert-Preis für „sein – teilweise gegen erhebliche Widerstände – erfolgreiches Bemühen zur Erhaltung bzw. Gesundung der Wälder.“[12][13]
- 2011: Heinrich-Cotta-Medaille der Forstwissenschaftlichen Fakultät der Technischen Universität Dresden[14]
- 2019: Alpenpreis der Alpenschutzkommission CIPRA Deutschland[15]
- 2020: Bayerische Staatsmedaille für besondere Verdienste um die Umwelt[16]

## Veröffentlichungen
- 1976: Nationalpark Berchtesgaden – Begegnung mit dem Naturparadies am Königsee. Kindler Verlag München, ISBN 3-463-00669-3
- 1984, mit Christian Schütze und Georg Sperber:[17] Die Lage des Waldes, „Atlas“, Gruner + Jahr Hamburg, ISBN 3-570-02141-6
- 1988: Eine Hoffnung für den Wald, F. Schneider München, ISBN 3-505-09874-4
- 1990: Wir tun was … für naturnahe Wälder. Franckh-Kosmos Stuttgart, ISBN 3-440-06092-6
- 2004: Die Zeit des Waldes. Bildband, Zweitausendeins Frankfurt am Main, ISBN 3-86150-630-0
- 2015: Die Zukunft des Waldes – Warum wir ihn brauchen, wie wir ihn retten.[18] Westend Verlag Frankfurt am Main, ISBN 978-3-86489-047-5
- 2023 Postum, Hrsg. Andreas Meister (Sohn): Rettet unsere Wälder! Wie vor, ISBN 978-3-86489-292-9